# 梅-貝倫妮斯·梅特
梅-貝倫妮斯·梅特（法語：Mae Berenice Meite，1994年9月21日—）是一位法國女子花樣滑冰選手。她是一位黑人的花式滑冰選手。她曾參加過2014年索契冬奧和2018年平昌冬奧。